# GSAT-12
GSAT-12 ist ein kommerzieller Kommunikationssatellit der Indian Space Research Organisation (ISRO).
Er wurde am 15. Juli 2011 um 11:18 UTC vom Startplatz 2 des Satish Dhawan Space Centre mit einer indischen Rakete des Typs PSLV-XL in eine geostationäre Erdumlaufbahn gebracht und soll Insat-3B ersetzen. Der Satellit wurde 1225 Sekunden nach dem Start von der Rakete getrennt und in einer 284 × 21.000 km Übergangsbahn mit 17,9° Inklination ausgesetzt. Der Apogäumsmotor des Satelliten übernahm dann den Anhebung der Flugbahn in den endgültigen geostationären Orbit.
Der Satellit ist mit zwölf C-Band-Transpondern ausgerüstet und soll von der Position 83° Ost aus zusammen mit Insat-2E und Insat-4A Indien mit Telekommunikationsdienstleistungen versorgen. Die Kommunikation erfolgt über zwei Antennen mit 0,7 und 1,2 m Größe. Für die Dreiachsenstabilisierung ist der Satellit mit Erd- und Sonnensensoren, Magnettorquern, Reaktionsrädern und acht 10 N- sowie acht 22 N-Triebwerken ausgerüstet. Er wurde auf Basis des Satellitenbus I1K der ISRO gebaut und besitzt eine geplante Lebensdauer von sieben Jahren.